# Jakub Wandachowicz
Kuba „qbx” Wandachowicz (ur. 27 listopada 1975 w Łodzi) – polski basista, autor tekstów piosenek i kompozytor. Członek zespołu Cool Kids of Death, Tryp, NOT oraz duetu (wspólnie z Marcinem Prytem) SRAM. Współwłaściciel klubu „Dom” w Łodzi. W latach 2019–2022 właściciel łódzkiego klubu „Konkret”. Od 2024 współwłaściciel klubu muzycznego „UV”.
Wcześniej występował w zespołach Borderland i Protoplazma. Obecnie gra również w zespołach NOT, Tryp, SRAM oraz solo. Pisał teksty piosenek między innymi dla Tomka Makowieckiego i Justyny Steczkowskiej. Współpracował również z Dorotą Masłowską przy tworzeniu płyty Społeczeństwo jest niemiłe. Od października 2012 do 2016, w każdą środę prowadził na antenie Radia Łódź autorską audycję muzyczną Puszcza Piosenki, należącą do cyklu Łódzka Scena Muzyczna.
Uzyskał magisterium z filozofii na Uniwersytecie Łódzkim. Autor tekstu Generacja Nic („Gazeta Wyborcza”, 5 września 2002), który wywołał dyskusję o pokoleniu 20-latków. Felietonista i eseista (m.in. Czas Kultury, „Purpose”, „Muza”). Był redaktorem naczelnym czasopisma „Pulp”.

## Filmografia
- Generacja C.K.O.D. (2004, film dokumentalny, reżyseria: Piotr Szczepański)
- Aleja gówniarzy (2007, dramat, reżyseria: Piotr Szczepański)
- Historia polskiego rocka (2008, film dokumentalny, reżyseria: Leszek Gnoiński, Wojciech Słota)
- Koniec świata (2015, film dokumentalny, reżyseria: Monika Pawluczuk)
- DOM/Łódź (2016, film dokumentalny, reżyseria: Piotr Szczepański)